# Pandoras æske
 For alternative betydninger, se Pandora (flertydig). (Se også artikler, som begynder med Pandora)
Pandoras æske er et udtryk, som henviser til græsk mytologi.
Pandora er hovedperson i en oldgræsk fortælling, gengivet hos Hesiod i hans Værker og dage. Her fortælles, at hun var den første kvinde, som Hefaistos skabte af fugtig jord efter Zeus’ befaling, da Prometheus havde bragt ilden tilbage til menneskene.
Zeus satte Athene til at undervise hende i kvinders vis; Afrodite gav hende ynde og evne til at forføre, og Hermes et lumskt sind. Da Athena og hora’erne til sidst fik hende pyntet med gyldne smykker og blomster, kaldte guderne hende "Pandora" - græsk for "alles gave". Hun fik en lukket krukke (fejlagtigt oversat til "æske" ), og Hermes førte hende til Prometheus’ griske og ubegavede bror Epimetheus, der trodsede Prometheus’ advarsel mod at modtage nogen gave fra Zeus. Før den tid havde menneskene levet uden sorg eller besvær; nu åbnede Pandora sin æske (krukke), og alle verdens ulykker steg op af den og bredte sig over landene; håbet blev dog tilbage, for det nåede ikke at undslippe, før Pandora igen fik sat låget på.
Udtrykket “Pandoras æske” bruges bredt om en ting, som giver uoverskuelige vanskeligheder. 